# Kabinett Ch’oe Yŏng-rim
Das Kabinett Ch’oe Yŏng-rim bildete vom 9. Juni 2010 bis zum 1. April 2013 die Regierung der Demokratischen Volksrepublik Korea. Sie löst die zweite Regierung unter Kim Yŏng-il ab, die aus den Parlamentswahlen 2009 hervorgegangen war.
Ch’oe Yŏng-rim wurde am 9. Juni 2010 von der 12. Obersten Volksversammlung gewählt. Die Ernennung der Minister fand jedoch später statt. Solange waren die Minister der Vorgängerregierung mit der Wahrnehmung der Geschäfte weiterhin beauftragt. Bei der Siebente Sitzung der Volksversammlung wurde Pak Pong-ju zum Nachfolger Ch’oe Yŏng-rims gewählt.
Die Rolle der Regierung Nordkoreas ist im Vergleich zu anderen Ländern eingeschränkt. Die Regierungsgewalt wird hauptsächlich von der Nationalen Verteidigungskommission unter ihrem Vorsitzenden Kim Jong-un ausgeübt.
| Amt | Name |
| --- | --- |
| Vorsitzender des Ministerrates                                                                                      | Choe Yong-rim |
| Vorsitzender der Staatlichen Planungskommission (ex officio auch Stellvertreter des Vorsitzenden des Ministerrates) | Ro Tu-chol |
| weitere Stellvertreter des Vorsitzenden des Ministerrates                                                           | Han Kwang-bok, Jo Pyong-ju, Jon Ha-chol, Kang Nung-su, Kang Sok-ju, Kim In-sik, Kim Rak-hui, Kim Yong-jin, Pak Su-gil, Ri Chol-man, Ri Mu-yong, Ri Sung-ho |
| Minister des Auswärtigen                                                                                            | Pak Ui-chun |
| Minister für Volkssicherheit                                                                                        | Ri Myong-su |
| Minister für Elektrizität                                                                                           | Ho Thaek |
| Minister für Kohleindustrie                                                                                         | Kim Hyong-sik |
| Minister für Bergbau                                                                                                | Kang Min-chol |
| Minister für Ölindustrie                                                                                            | Kim Hui-yong |
| Minister für Metallindustrie                                                                                        | Kim Thae-bong |
| Minister für Maschinenbauindustrie                                                                                  | Jo Pyong-ju |
| Minister für Elektronikindustrie                                                                                    | Han Kwang-bok |
| Minister für Bau- und Baustoffindustrie                                                                             | Tong Jong-ho |
| Minister für Eisenbahnwesen                                                                                         | Jon Kil-su |
| Minister für Überlandverkehr und Schifffahrt                                                                        | Ra Tong-hui |
| Minister für Landwirtschaft                                                                                         | Kim Chang-sik |
| Minister für Chemische Industrie                                                                                    | Ri Mu-yong |
| Minister für Leichtindustrie                                                                                        | An Jong-su |
| Minister für Außenhandel                                                                                            | Ri Ryong-nam |
| Minister für Forstwirtschaft                                                                                        | Kim Kwang-yong |
| Minister für Fischereiwirtschaft                                                                                    | Pak Thae-won |
| Minister für Städtebau                                                                                              | Wang Hak-won |
| Minister für Natur- und Umweltschutz                                                                                | Kim Chang-ryong |
| Minister für Staatliche Bauaufsicht                                                                                 | Pae Tal-jun |
| Minister für Handel                                                                                                 | Kim Pong-chol |
| Minister für Nahrungsmittelbeschaffung und -verwaltung                                                              | Mun Ung-jo |
| Minister für Lebensmittel & der Industrie des täglichen Bedarfs                                                     | Jo Yong-chol |
| Minister für Post und Telekommunikation                                                                             | Ryu Yong-sop |
| Minister für Kultur                                                                                                 | An Tong-chun |
| Minister für Finanzen                                                                                               | Pak Su-gil |
| Minister für Arbeit                                                                                                 | Jong Yong-su |
| Minister für Gesundheitswesen                                                                                       | Choe Chang-sik |
| Minister für Staatliche Kontrolle                                                                                   | Kim Ui-sun |
| Minister für Körperkultur und Sport                                                                                 | Pak Myong-chol |
| Minister für hauptstädtische Stadtplanung                                                                           | Kim Ung-gwan |
| Leiter des Sekretariats des Ministerrates                                                                           | Kim Yong-ho |
| Vorsitzender der hauptstädtischen Planungskommission                                                                | Kim In-sik |
| Vorsitzender der Kommission für Erziehung                                                                           | Kim Yong-jin |
| Präsident der Staatlichen Akademie der Wissenschaften                                                               | Jang Chol |
| Präsident der Zentralbank                                                                                           | Paek Ryong-chon |
| Direktor des Staatlichen Statistikamtes                                                                             | Kim Chang-su |